# جی‌ام‌وی آرامونا
جی‌ام‌وی آرامونا (به انگلیسی: GMV Aramoana) یک کشتی بود که طول آن ۱۱۲٫۲ متر (۳۶۸ فوت) بود. این کشتی در سال ۱۹۶۱ ساخته شد.